# 根岸太助
根岸 太助（ねぎし たすけ、1878年〈明治11年〉 - 没年不明）は、日本の商人（呉服太物商、升屋）、実業家、政治家、名望家。多摩銀行、中武馬車鉄道各監査役。東京府西多摩郡青梅町長。東京府会議員。族籍は東京府平民。

## 人物
川越に生まれ、根岸家に入る。呉服太物販売業を営む。青梅町長、同町会議員、郡会議員、東京府会議員などをつとめる。政友会に於ける地方の重鎮である。
信仰は仏教。趣味は書画、骨董。愛読書は伝記、自治書。住所は東京府西多摩郡青梅町（現・青梅市）。